# Jõeääre
Jõeääre est un village de la Commune de Märjamaa du Comté de Rapla en Estonie.